# Jaskiniowy chłopiec
Jaskiniowy chłopiec / Chłopiec z Parku Jurajskiego / Rai (jap. 原始少年リュウ Genshi shōnen Ryū)  – japoński serial anime wyprodukowany w latach 1971–1972 przez Toei Animation w reżyserii Masayukiego Akehiego. 

## Wersja polska
W Polsce serial został wydany na VHS przez Demel pod nazwą Jaskiniowy chłopiec (dwie kasety ze szwedzkim dubbingiem i polskim lektorem) oraz przez Fan Film pod nazwą Chłopiec z Parku Jurajskiego i Hit of Poland pod nazwą Rai (4 kasety). Czytał Maciej Gudowski.

## Fabuła
Serial anime opisuje przygody prehistorycznego chłopca imieniem Rai (jap. Ryū), który wyrasta wśród małp, które uczą go ciężkiej walki przetrwania w świecie pełnym niebezpieczeństw.

## Bohaterowie
- Rai (jap. Ryū) – główny bohater anime.
- Ran – dziewczyna Rai.
- Don – brat Ran.

## Muzyka
- Opening: "Genshi Shonen Ryuu ga iku" śpiewa Ichirō Mizuki
- Ending: "Ran no Uta" śpiewa Mitsuko Horie